# Arabische Christen

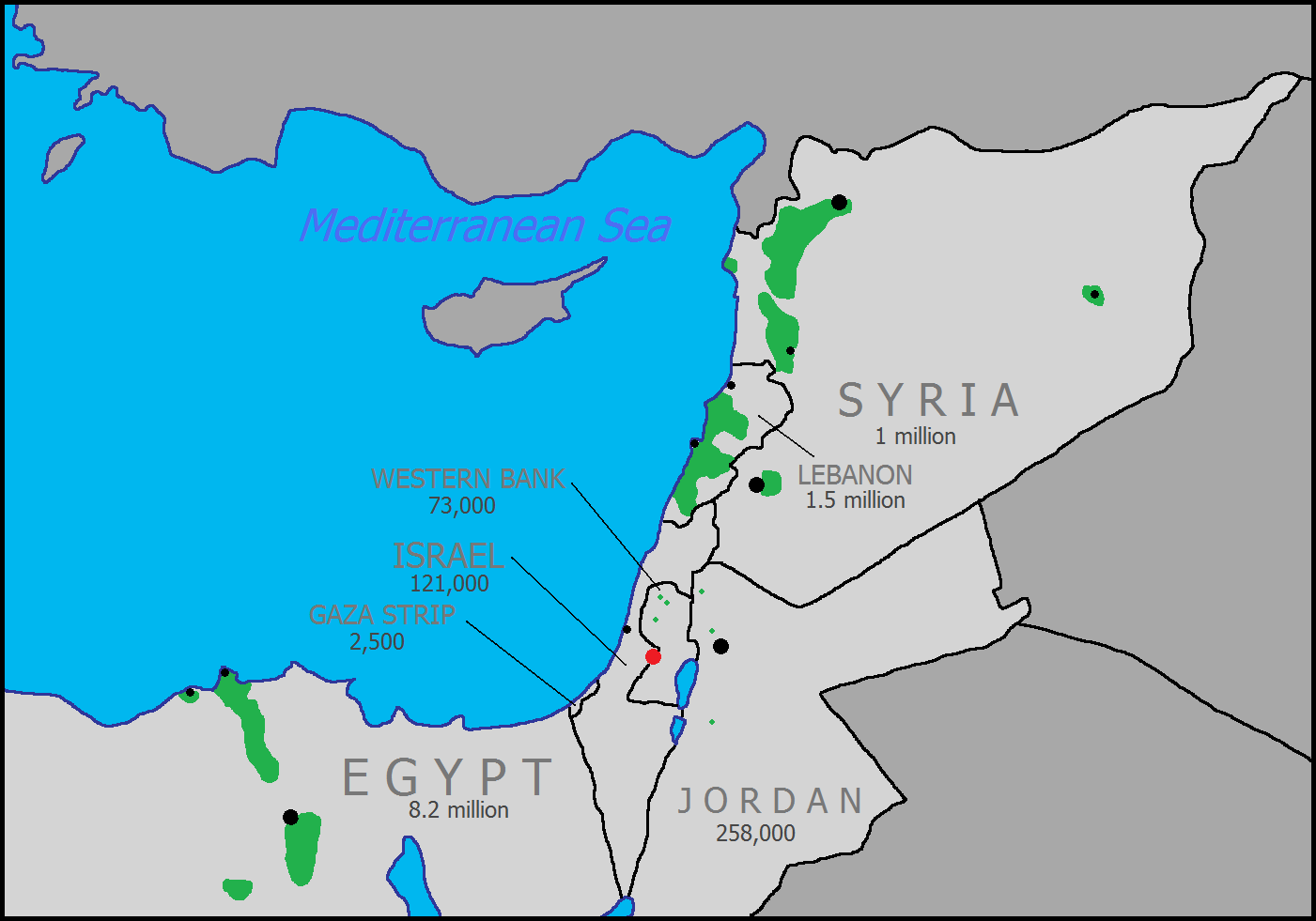
Siedlungsgebiete christlicher Araber

Arabische Christen sind Christen, die entweder ethnische Araber oder kulturell und sprachlich arabisiert sind. Die Bezeichnung entstand in Reaktion auf den arabischen Nationalismus (und regional auch auf den Zionismus) und definiert sowohl Abgrenzung als auch Zugehörigkeit. Zu den arabischen Christen zählen Angehörige der orientalischen christlichen Kirchen, der römisch-katholischen Kirche, hier vor allem der katholisch-unierten Kirchen, der griechisch-orthodoxen Kirchen und in geringerem Maße auch verschiedener protestantischer Denominationen.
Die Mehrheit der arabischen Christen lebt im Nahen Osten, wo der sunnitische Islam die vorherrschende Religion ist. Ein Großteil der emigrierten arabischen Christen lebt auf dem ganzen amerikanischen Kontinent von Kanada/USA im Norden bis Argentinien und Brasilien im Süden verteilt und bildet dort die libanesische Diaspora. In Lateinamerika bildet die libanesische Bevölkerungsgruppe einen bedeutenden Teil der gesellschaftlichen Elite. Trotz unterschiedlicher Herkunftsgebiete bezeichnen sie sich meist selbst als Libanesen oder wurden, wegen ihrer Einreise aus dem zerfallenden Osmanischen Reich, als Turcos bezeichnet. Auch unter den Griechen in Australien und den Bürgern in Israel befinden sich zahlreiche Menschen, deren Vorfahren einst in arabischen Ländern lebten. Wenige arabische Christen sind nach Europa ausgewandert.

## Geschichte
Lange Zeit haben Christen in arabischen Ländern neben Angehörigen polytheistischer Religionen und des Judentums gelebt. Auch nach der Expansion des Islam ab dem 7. Jahrhundert blieben viele Christen ihrer Religion treu.
Es gab seit dem 1. Jahrhundert mehrere arabische christliche Stämme, beispielsweise die Ghassaniden, die an der südöstlichen Grenze des Byzantinischen Reiches in Nordarabien lebten.
Seit dem 18. Jahrhundert gibt es auch zunehmend Katholiken unter den arabischen Christen, die fast immer aus den traditionellen orientalischen Kirchen zum Katholizismus übergetreten sind, oftmals ausgehend von den Bildungseinrichtungen der katholischen Kirche (Schulen, später auch Universitäten), die seit diesem Zeitpunkt im Orient entstanden. Seit dem 19. Jahrhundert haben vor allem US-amerikanische protestantische Missionare unter den arabischen Christen gewirkt und einige Erfolge erzielt.

## Gegenwart

### Ägypten
Die in absoluten Zahlen größte Bevölkerung Arabisch sprechender Christen lebt in Ägypten (siehe Christentum in Ägypten). Die meisten der bis zu 11 Millionen ägyptischen Christen sind Kopten. Die Kopten betrachten sich nicht als ethnische Araber, sondern als Nachfahren der christlichen Bevölkerung des vorislamischen Ägypten. Ihr Anteil an der Gesamtbevölkerung Ägyptens ist nicht sicher, bewegt sich aber wahrscheinlich um die 10 Prozent. Sie führen ihre Tradition auf das alte pharaonische Ägypten zurück und haben seit den 1970er Jahren vor allem durch die Gründung neuer Klöster eine Renaissance erfahren.

### Libanon
Der Libanon weist den höchsten christlichen Bevölkerungsanteil auf: etwa 45 Prozent vor dem Bürgerkrieg (siehe Christentum im Libanon). Die größte christliche Kirche ist die maronitische, gefolgt von der griechisch-orthodoxen, genauer rum-orthodoxen, griechisch-katholischen (Melkiten) sowie syrisch-orthodoxen und den armenischen Kirchen. Der Libanon ist auch Zufluchtsort anderer Christen aus den Nachbarländern. Der Staatspräsident ist immer ein Maronit, der stellvertretende Ministerpräsident immer ein rum-orthodoxer Christ. Die Ministerposten werden zur Hälfte an Muslime und Christen vergeben.

### Syrien und Palästina
In Syrien sind etwa 10 Prozent der Bevölkerung Christen (siehe Christentum in Syrien). In Palästina etwa 1,6 Prozent; eine vierfache größere Zahl palästinensischer Christen lebt im Ausland.

### Irak
Die irakischen Christen, die als Nasrany (Nazarener) bezeichnet werden, wandern seit dem Ende der Herrschaft Saddam Husseins und der damit verbundenen verschlechterten Sicherheitslage aus. Um 2004 waren sie zu mehr als 80 % Nestorianer. Die Dominikaner publizieren die Monatszeitschrift Al-Fikr al-Masihi (Der christliche Gedanke). Auch die Adventisten waren in Bagdad vertreten und betrieben die Schule Dar-es-Salaam. Die Zahl der Christen ist von 1,5 Millionen im Jahr 2003, auf heute rund 500.000 gesunken. Zeitweise war die Zahl sogar steigend, lebten doch 1987 noch 1,4 Millionen Christen im Irak. Christen sind heute zahlreichen Benachteiligungen durch die staatliche Verwaltung und einer systematischen Verfolgung durch islamistische Gruppen ausgesetzt. Nach dem von Open Doors herausgegebenen Weltverfolgungsindex belegt der Irak 2023 den 18. Platz.

### Israel
Im Staat Israel leben mehr als 150.000 arabische Christen. Rund 10 % aller arabischen Israelis sind Christen. Im Vergleich dazu ist die Zahl der Christen  in den monoethnischen palästinensischen Autonomiegebieten auf heute nur noch ein-einhalb Prozent gesunken. Juden mit Wurzeln in arabischen Ländern gelten nicht als arabische Israelis.
Nach Angaben des Israelischen Zentralbüros für Statistik belief sich die Bevölkerung von arabischen Israelis im Jahr 2023 auf 2,1 Millionen, was 21 Prozent der Bevölkerung des Landes entspricht. Die meisten dieser Bürgerinnen und Bürger geben ihre Nationalität als Araber oder Palästinenser und Israel als ihre Staatsangehörigkeit an.
Wichtige arabische Christen in Israel sind u. a. die Erzbischöfe der Melkitischen Griechisch-Katholischen Kirche von Galiläa, Elias Chacour und Boutros Mouallem, der Lateinische Patriarch von Jerusalem, Michel Sabbah, sowie der Bischof der Evangelisch-Lutherischen Kirche in Jordanien und im Heiligen Land, Munib Younan. Salim Joubran war der erste arabisch-israelische Richter, der an das Oberste Gericht Israels berufen wurde.

### Jordanien
In Jordanien leben etwa 170.000 Christen, so gibt es Adventisten, armenische Orthodoxe, griechische Orthodoxe, Kopten, Katholiken und mehrere weitere christliche Konfessionen. Christlich geprägt sind Teile der Innenstadt von Amman (Jabal al-Lweibdeh, Al-Ashrafiyah und die gegenüberliegenden Hügel) und insbesondere die Stadt Madaba. Konversion ist hingegen schwierig. Jordanische Christen muslimischer Herkunft, die offen ihre Religionszugehörigkeit bekennen, riskieren nach Angaben der christlichen Organisation Open Doors, geschlagen, verhaftet oder gar getötet zu werden, da ihnen eine Apostasie vom Islam vorgeworfen wird.

## Anzahl

### Schätzungen nach Ländern 2006
- Ägypten: 5–8 Mio.[5]
- Libanon: 1,5 Mio.[5]
- Syrien: 850.000[5]
- Irak: 500.000[3] (2021 laut der libanesischen Zeitung Daraj)
- Jordanien: 350.000[5]
- Israel: 150.000[5]
- Palästinensische Autonomiegebiete: 60.000[5]

Weitere islamische Länder:
- Iran: 135.000[5]
- Türkei: 80.000[5]

### Schätzungen nach Kirchen
Armenier
- Armenisch-orthodoxe: 6 Mio.[5] (davon 3 Mio.[5] in der Diaspora, davon 800.000[5] in Nordamerika)
- Armenisch-katholische: 600.000 (davon 220.000[5] in der Diaspora)

Chaldäer
- Chaldäisch-katholische: 1,2 Mio.[5]
- Chaldäer (Assyrische Kirche des Ostens, nicht mit Rom uniert): 300.000[5] (davon 250.000[5] in der Diaspora)

Kopten
- Koptisch-orthodoxe: 6 Mio.[5]
- Koptisch-katholische: 250.000[5] (davon 225.000[5] in der Diaspora)

Maroniten
- Maronitisch-katholische: 5,5 Mio.[5] (davon 1 Mio.[5] in der Diaspora, davon 55.000[5] in Frankreich)

Melkiten
- Melkitisch-katholische: 2 Mio.[5] (davon 800.000[5] in der Diaspora)
- Melkitisch-orthodoxe: 250.000

Syriaken
- Syr-orthodoxe: 250.000[5]
- Syrisch-katholische: 160.000 (davon 107.000[5] in der Diaspora)

## Identität
Nicht alle Christen im Nahen Osten bezeichnen sich als ethnische Araber, obwohl sie arabische Muttersprachler sind. Aramäisch ist unter den Christen weitgehend zurückgegangen und wird nur noch von einer Minderheit gesprochen.
So bezeichnen sich beispielsweise Maroniten als Nachkommen der Phönizier und Chaldäer als Aramäer, um sich von Arabern (zum Beispiel aus Saudi-Arabien) zu unterscheiden.